# Walter Gross (actor)

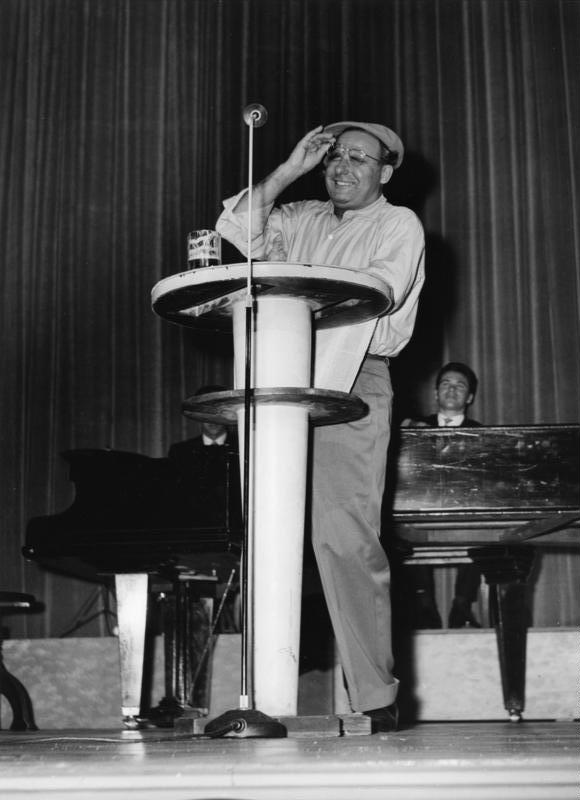
Walter Gross en el Gastspiel Berliner Kabarett en 1956

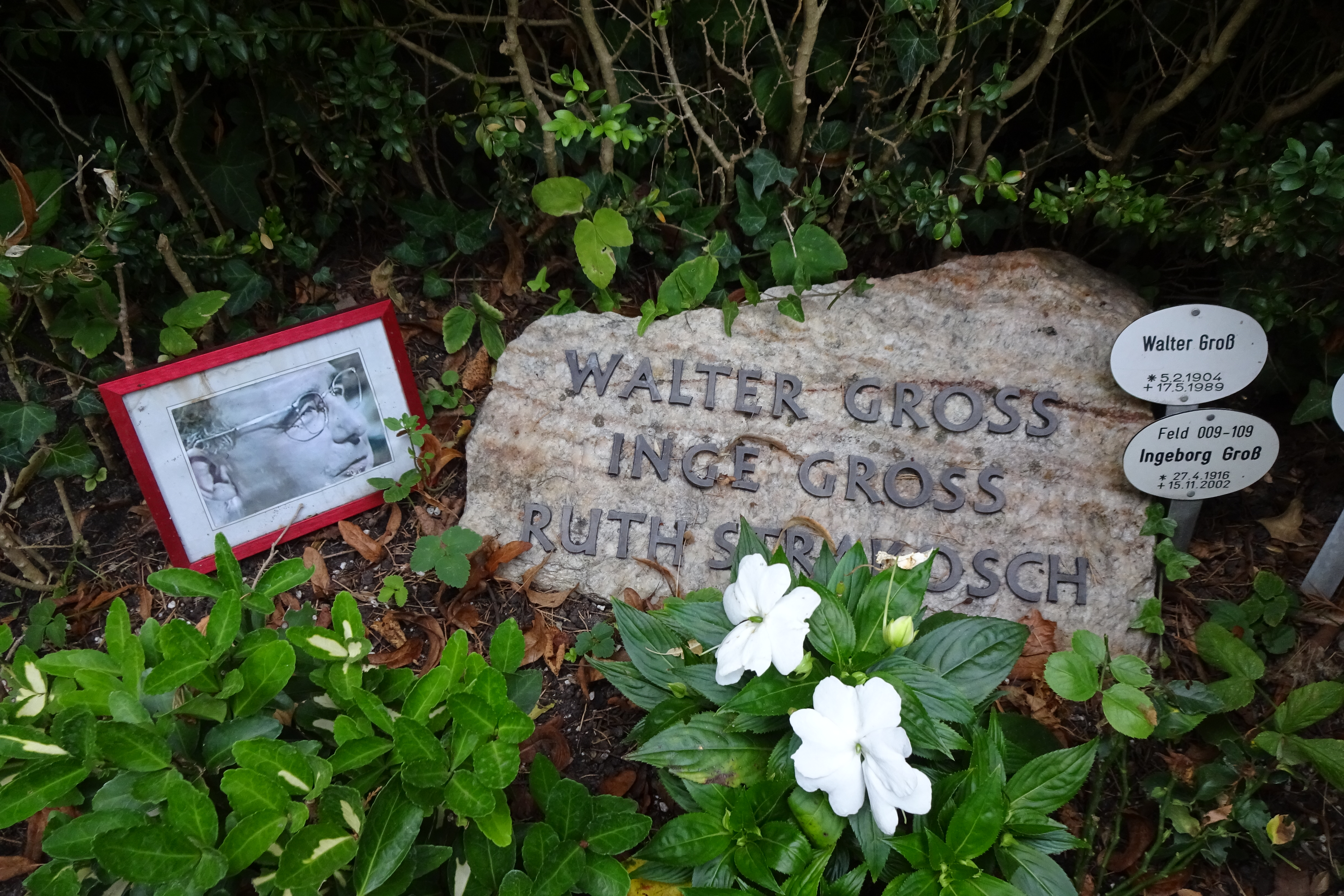
Tumba de Walter Gross en el Cementerio Dahlem

Walter Hugo Gross (5 de febrero de 1904 – 17 de mayo de 1989) fue un actor alemán.

## Biografía
Nacido en Eberswalde, Alemania, su padre era Gustav Gross y su madre Antonie. Tras sus estudios de secundaria (Abitur), entre 1921 y 1924 completó un aprendizaje de transportes. Desde 1923 a 1925 aprendió interpretación en la escuela de Deutsches Theater de Berlín, debutando en 1926. En un principio hacía papeles cómicos, principalmente, así como papeles de reparto en el cine a partir de 1933.
Debido a una ambigua actuación llevada a cabo en el Cabaret Tingel-Tangel, Gross fue encarcelado desde mayo de 1935 hasta julio de  dicho año en el campo de concentración de Esterwegen, siéndole prohibido después trabajar durante varios meses.
Finalizada la Segunda Guerra Mundial trabajó en el programa radiofónico de cabaret Die Insulaner, haciéndose muy popular como el funcionario Jenosse. Además obtuvo fama por sus numerosas actuaciones cinematográficas y televisivas. Para la pequeña pantalla trabajó en varias series, entre ellas Drüben bei Lehmanns, en la cual fue el protagonista, y en la que también actuaba Brigitte Mira, con la cual coincidiría más adelante en otra serie, Drei Damen vom Grill.
Demostró sus cualidades como actor de voz cuando dobló al personaje de animación Porky Pig con una inconfundible y chillona voz alemana. Pero a pesar de todas esas actividades, Gross siguió trabajando para el teatro, y en 1979 fue galardonado con la Cruz del Mérito con Banda de la Orden del Mérito de la República Federal de Alemania, y en 1988 con el Premio Filmband in Gold de los Deutscher Filmpreis en reconocimiento a su trayectoria artística.
Walter Gross sufrió un accidente cerebrovascular en 1988, y falleció en 1989 en Berlín a causa de una insuficiencia cardiaca. Tenía 85 años de edad. Fue enterrado en el Cementerio Dahlem, en Berlin, siendo la suya una de la tumbas honorarias de la ciudad de Berlín. Había estado casado con la actriz Lou Seitz, y desde 1950 con Ingeborg Strakosch.

## Filmografía (selección)
- 1933 : Das häßliche Mädchen
- 1933 : Es war einmal ein Musikus
- 1933 : Die Nacht der großen Liebe
- 1933 : Zwei im Sonnenschein
- 1933 : Nordpol – Ahoi!
- 1934 : Abschiedswalzer
- 1934 : Alte Kameraden
- 1934 : Peer Gynt
- 1934 : Die beiden Seehunde
- 1934 : Bitte ein Autogramm!
- 1934 : Die einsame Villa
- 1934 : Der Herr Senator
- 1935 : Regine
- 1936 : Du bist so schön, Berlinerin
- 1936 : Es geht um mein Leben
- 1936 : Moskau – Shanghai
- 1937 : Die Bombenidee
- 1937 : Gleisdreieck
- 1937 : Kapriolen
- 1937 : Wenn du eine Schwiegermutter hast
- 1938 : Es leuchten die Sterne
- 1938 : Frühlingsluft
- 1938 : Napoleon ist an allem schuld
- 1938 : Der eingebildete Kranke
- 1938 : Die fromme Lüge
- 1938 : Das verlorene Lächeln
- 1939 : Bel Ami
- 1939 : D III 88
- 1939 : Familie auf Bestellung
- 1939 : Sensationsprozeß Casilla
- 1939 : Das Gewehr über
- 1939 : Der Mann mit dem Plan
- 1939 : Renate im Quartett
- 1939 : Umwege zum Glück
- 1940 : Seitensprünge
- 1943 : Großstadtmelodie
- 1943 : Damals
- 1944 : Ich hab’ von dir geträumt
- 1944 : Eine kleine Sommermelodie
- 1944 : Quax in Afrika
- 1945 : Dr. phil. Doederlein
- 1945 : Der Fall Molander
- 1945 : Shiva und die Galgenblume
- 1945 : Unter den Brücken
- 1945 : Der Scheiterhaufen
- 1946 : Sag’ die Wahrheit
- 1947 : Kein Platz für Liebe
- 1947 : Razzia
- 1949 : Der Andere
- 1949 : Die Buntkarierten
- 1949 : Nächte am Nil
- 1949 : Quartett zu fünft
- 1949 : Unser täglich Brot
- 1949 : Wir bummeln um die Welt
- 1950 : Maharadscha wider Willen
- 1950 : Wenn Männer schwindeln
- 1950 : Pikanterie
- 1951 : Durch Dick und Dünn
- 1951 : Königin einer Nacht
- 1951 : Nicht stören! – Funktionärsversammlung
- 1951 : Rhythm Inn
- 1951 : Tanz ins Glück
- 1952 : Der Fürst von Pappenheim
- 1952 : Heimweh nach Dir
- 1952 : Mikosch rückt ein
- 1952 : Wenn abends die Heide träumt
- 1953 : Der Onkel aus Amerika
- 1953 : Von Liebe reden wir später
- 1953 : So ein Affentheater
- 1953 : Das Nachtgespenst
- 1953 : Heimlich, still und leise …
- 1953 : Schlagerparade
- 1954 : An jedem Finger zehn
- 1954 : Emil und die Detektive
- 1954 : Glückliche Reise
- 1954 : Der treue Husar
- 1955 : Der letzte Mann
- 1955 : Musik im Blut
- 1955 : Wunschkonzert
- 1956 : Die schöne Meisterin
- 1956 : Fuhrmann Henschel
- 1956 : Wenn wir alle Engel wären
- 1957 : Drei Mann auf einem Pferd
- 1957 : Frühling in Berlin
- 1957 : Der Fuchs von Paris
- 1957 : Der kühne Schwimmer
- 1957 : Die Prinzessin von St. Wolfgang
- 1957 : Die Unschuld vom Lande
- 1958 : Die grünen Teufel von Monte Cassino
- 1958 : Kleine Leute mal ganz groß
- 1958 : Mein Mädchen ist ein Postillion
- 1958 : Mein Schatz ist aus Tirol
- 1958 : Der schwarze Blitz
- 1958 : Zwei Herzen im Mai
- 1958 : Mikosch, der Stolz der Kompanie
- 1959 : Gitarren klingen leise durch die Nacht
- 1959 : Immer die Mädchen
- 1959 : Ja, so ein Mädchen mit 16
- 1959 : Kein Mann zum Heiraten
- 1959 : Mandolinen und Mondschein
- 1959 : Mikosch im Geheimdienst
- 1960 : Conny und Peter machen Musik
- 1960 : Das kunstseidene Mädchen
- 1960 : Meine Nichte tut das nicht
- 1960 : Schlagerparade 1960
- 1960 : Schön ist die Liebe am Königssee
- 1961 : Am Sonntag will mein Süßer mit mir segeln gehn
- 1961 : Ein Berliner in Hamburg
- 1961 : Blond muß man sein auf Capri
- 1961 : Davon träumen alle Mädchen
- 1961 : Immer Ärger mit dem Bett
- 1961 : Kauf Dir einen bunten Luftballon
- 1961 : So liebt und küßt man in Tirol
- 1961 : Toller Hecht auf krummer Tour
- 1962 : Café Oriental
- 1962 : Eheinstitut Aurora
- 1962 : Gasparone (telefilm)
- 1962 : Die türkischen Gurken
- 1962 : Verrückt und zugenäht
- 1962 : Der Zigeunerbaron
- 1963 : Berlin-Melodie (telefilm)
- 1963 : Übermut im Salzkammergut
- 1964 : Die drei Scheinheiligen
- 1964 : Die schwedische Jungfrau
- 1965 : Die fromme Helene
- 1965 : Hurra, die Rattles kommen
- 1967 – 1968 : Die Witzakademie (serie TV)
- 1969 : Der rasende Lokalreporter (serie TV)
- 1970 : Drüben bei Lehmanns (serie TV)
- 1971 : Das haut den stärksten Zwilling um
- 1974 : Einer von uns beiden
- 1974 : Auch ich war nur ein mittelmäßiger Schüler
- 1975 : Der Kommissar (serie TV), episodio Eine Grenzüberschreitung
- 1975 : Beschlossen und verkündet (serie TV), episodio Mitgegangen – Mitgefangen
- 1976 : Derrick (serie TV), episodio Ein unbegreiflicher Typ
- 1977 – 1985 : Drei Damen vom Grill (serie TV)
- 1978 : Der Alte (serie TV), episodio Nachtmusik
- 1982 : Mein Sohn, der Minister (telefilm)
- 1982 : Zwei Tote im Sender und Don Carlos im PoGl (telefilm)
- 1983 : Jakob und Adele (serie TV), episodio Eine Grundstücksangelegenheit
- 1983 : Die Beine des Elefanten (telefilm)
- 1983 : Zausel (telefilm)
- 1984 : Turf (serie TV)
- 1985 : Alte Gauner (serie TV), episodio Gesegnete Mahlzeit
- 1985 : Paulchen (telefilm)

## Teatro
- 1946 : Varios autores: Halt dir fest, dirección de Walter Gross (Kabarett Frischer Wind de Berlín)
- 1946 : Varios autores: Was wäre wenn … (Kabarett Frischer Wind)
- 1947 : Varios autores: Augenblick mal! (Kabarett Frischer Wind)
- 1947 : David Kalisch: 100000 Taler, dirección de Walter Gross (Theater am Schiffbauerdamm)

## Actor de voz (selección)[2]
Gross fue también actor de voz, doblando a diferentes intérpretes, entre ellos Bernard Miles, Cliff Emmich, Gene Kelly, George Lindsey, George Little, Mel Blanc, Red Skelton, Sterling Holloway y Truman Smith.

## Radio (selección)
- 1947 : Erich Kästner: Ringelspiel 1947, dirección de Hanns Korngiebel (RIAS Berlín)
- 1951 : Günter Neumann: Salto mortale. Ein Problemstück mit Gesang und Tanz, dirección de Ernst Schröder y Hans Rosenthal (Theatermitschnitt y RIAS)
- Hacia 1973 : Schweinchen Dick und seine Freunde – 1 – Die Bärenfalle / Schweinchen Dick als Fußballtrainer, dirección de Benno Schurr (Fontana Records, LP: 6434 167 / MC: 7172 092)
- Hacia 1973 : Schweinchen Dick und seine Freunde – 2 – Die gestörte Geburtstagsfeier / Abenteuer im Museum, dirección de Benno Schurr (Fontana, LP: 6434 168 / MC: 7172 093)
- Hacia 1974 : Schweinchen Dick und seine Freunde – 3 – Die Geistermühle / Die Reise mit dem Ballon, dirección de Benno Schurr (Fontana, LP: 6434 215 / MC: 7172 123)
- Hacia 1974 : Schweinchen Dick und seine Freunde – 4 – Die Rummelplatzgeschichte / Das Schloßgeheimnis, dirección de Benno Schurr (Fontana, LP: 6434 216 / MC: 7172 124)
- 1975 : Schweinchen Dick und seine Freunde – 5 – Der Hotelschreck, dirección de Benno Schurr (Fontana, LP: 9294 048 / MC: 7172 217)
- 1975 : Schweinchen Dick und seine Freunde – 6 – Der unsichtbare Dieb / Das Geheimnis des Stuhlbeins, dirección de Benno Schurr (Fontana, LP: 9294 049 / MC)